# Ministère des Transports (Guinée)
Pour les autres articles nationaux ou selon les autres juridictions, voir ministère des transports.

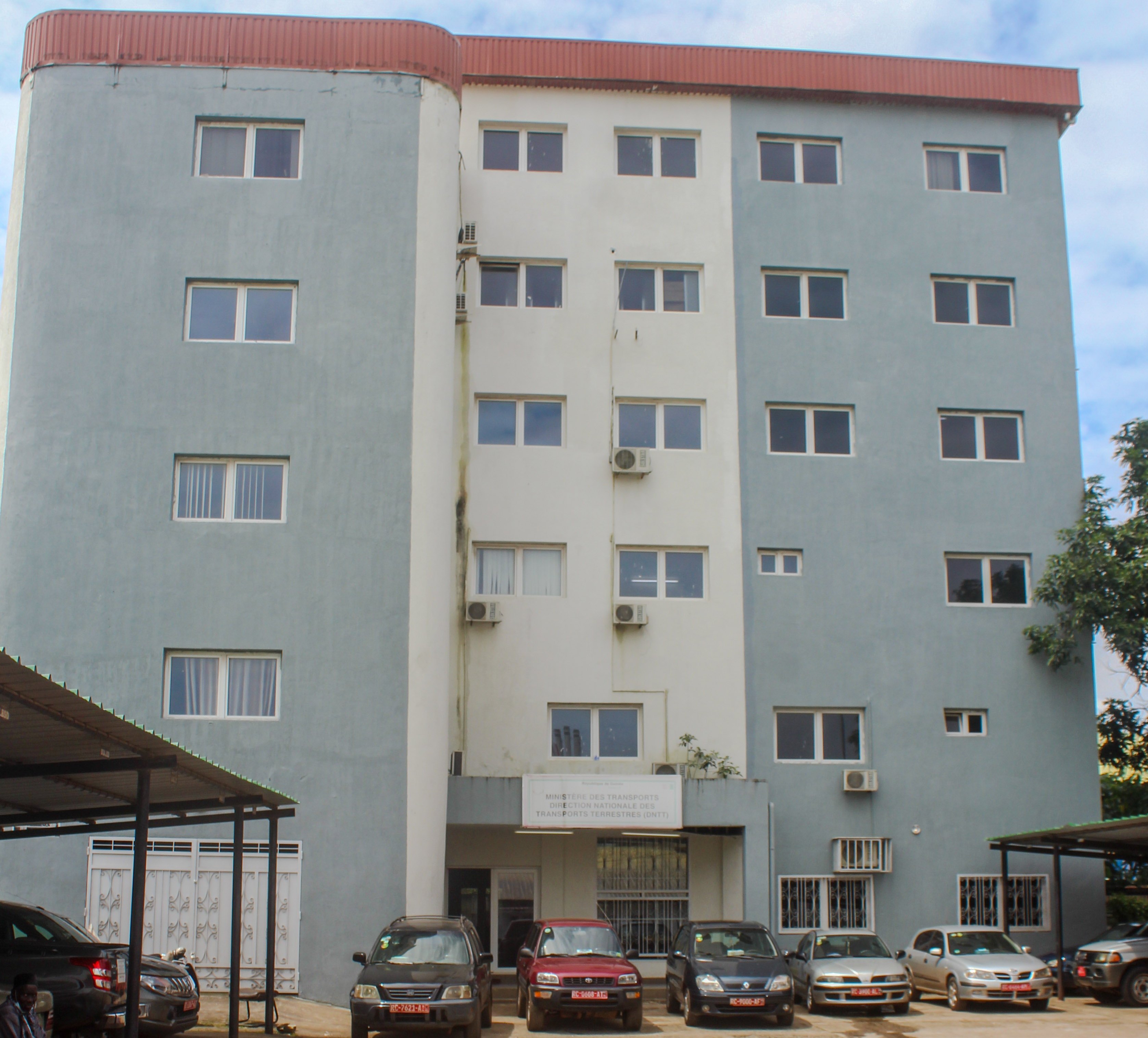
Direction nationale des transports terrestres

Le ministère des Transports est un ministère guinéen dont le dernier ministre est Ousmane Gaoual Diallo du 13 mars 2024.

## Titulaires
| Nom | Nom                          | Dates du mandat  | Dates du mandat | Titre                                                   | Gouvernement(s)                             |
| --- | ---------------------------- | ---------------- | --------------- | ------------------------------------------------------- | ------------------------------------------- |
|     | Ismaël Touré                 | 1958             | 1963            | ministre des travaux public, transport et communication | Cabinet de la Première République de Guinée |
|     | Roger Nagib Accar            | 1963             | 1967            | ministre des transports                                 | Cabinet de la Première République de Guinée |
|     | Elhadj Mory Keita            | 1967             | 1969            | ministre délégué aux transports                         | Cabinet de la Première République de Guinée |
|     | Karim Bangoura               | 1969             | 1970            | ministre d’état aux transports                          | Cabinet de la Première République de Guinée |
|     | Mory Candia Savané           | 1970             | 1971            | ministre d’état aux transports                          | Cabinet de la Première République de Guinée |
|     | Émile Condé                  |                  | 1971            | ministre d’état aux transports                          | Cabinet de la Première République de Guinée |
|     | A Diomba Mara                | 1971             | 1972            | ministre d’état aux transports                          | Gouvernement Louis Beavogui                 |
|     | Mamadi Kaba                  |                  |                 | ministre des transports                                 | Gouvernement Louis Beavogui                 |
|     | Saikou Thiam                 |                  |                 | ministre des transports                                 | Gouvernement Louis Beavogui                 |
|     | Toumany Sangaré              | 1978             | 1979            | ministre des transports                                 | Gouvernement Louis Beavogui                 |
|     | Mouctar Diallo               | 1979             | 1980            | ministre des transports                                 | Gouvernement Louis Beavogui                 |
|     | N’Fa Siaka Touré             | 1980             | 1984            | ministre des transports                                 | Gouvernement Louis Beavogui                 |
|     | commandant Abdourahmane Kaba | 1984             | 1985            | ministre des transports                                 | Gouvernement Diarra Traoré                  |
|     | Commandant Babacar N’Diaye   | 1985             | 1988            | ministre d’état aux transports                          |                                             |
|     | Commandant Facinet Touré     | 1988             | 1991            | Ministre des transports et des travaux publics          |                                             |
|     | Commandant Ibrahima Diallo   | 1991             | 1992            | Ministre des transports et des travaux publics          |                                             |
|     | Nantenin Camara              | 1993             | 1994            | Ministre des transports                                 |                                             |
|     | Ibrahima Sylla               | 1994             | 1996            | Ministre des transports                                 |                                             |
|     | Cellou Dalein Diallo         | 1996             | 2004            | Ministre des transports et des travaux publics          |                                             |
|     | Aliou Condé                  | 2004             | 2006            | Ministre des transports                                 |                                             |
|     | Alpha Ibrahima Keira         | 2006             | 2007            | Ministre des transports                                 |                                             |
|     | Boubacar Sow                 | 2007             | 2008            | Ministre des transports                                 | Gouvernement Kouyaté                        |
|     | Mohamed Cheikh Touré         | Juin 2008        | décembre 2008   | Ministre des transports                                 | Gouvernement Souaré                         |
|     | Mohamed Kaba                 | 15 janvier 2009  | 15 février 2010 | Ministre des transports                                 | Gouvernement Komara                         |
|     | Général Mathurin Bangoura    | 2010             | 2010            | Ministre des transports                                 | Gouvernement Doré                           |
|     | Elhadj Ahmed Tidjane Touré   | 27 décembre 2010 | 20 janvier 2014 | Ministre des transports                                 | Gouvernement Saïd Fofana I                  |
|     | Aliou Diallo                 | 24/12/2010       | 26/12/2015      |                                                         | Saïd Fofana I et II                         |
|     | Oyé Lamah Guilavogui         | 26/12/2015       | 17/05/2018      |                                                         | Youla                                       |
|     | Aboubacar Sylla              | 26/05/2018       | 5/9/2021        |                                                         | Kassory I et II,                            |
|     | Felix Lamah                  | 18/11/2022       | 19/02/2024      |                                                         | Bernard Goumou                              |
|     | Ousmane Gaoual Diallo        | 19/3/2024        | En cours        |                                                         | Bah Oury                                    |